# Slave Lake
Slave Lake es un pueblo canadiense situado en la provincia de Alberta.

## Superficie
Slave Lake tiene una superficie de 14,31 km².

## Demografía
En 2021, tenía 6836 habitantes, una densidad poblacional de 477,7 hab./km², y 2681 viviendas.